# Comité Paralímpico de Mozambique
El Comité Paralímpico de Mozambique es el comité paralímpico nacional que representa a Mozambique. Esta organización es la responsable de las actividades deportivas paralímpicas en el país. Es miembro del Comité Paralímpico Internacional y del Comité Paralímpico Africano.